# George Saunders (kanadyjski zapaśnik)
George Saunders (ur. 28 maja 1949 w Toronto) – kanadyjski zapaśnik walczący w stylu wolnym. Olimpijczyk z Monachium 1972, gdzie zajął szesnaste miejsce w wadze półciężkiej.

## Letnie Igrzyska Olimpijskie 1972
| Konkurencja      | Rundy eliminacyjne  | Rundy eliminacyjne       | Klas. końcowa |
| Konkurencja      | Przeciwnik I        | Przeciwnik II            | Miejsce       |
| ---------------- | ------------------- | ------------------------ | ------------- |
| 90 kg styl wolny | Chandgi Ram (IND) Z | Paweł Kurczewski (POL) P | 16.           |